# Марія де Лурдеш Пінтасілгу
Марі́я де Лу́рдеш Ру́йву да Сі́лва де Ма́туш Пінтасі́лгу (порт. Maria de Lourdes Ruivo da Silva de Matos Pintasilgo; *18 січня 1930, Абрантеш — †10 липня 2004, Лісабон) — португальський інженер-хімік і політичний діяч. Була 8-м прем'єр-міністром Португалії після Революції гвоздик, з 1 серпня 1979 до 3 січня 1980 року.
Увійшла в історію Португалії як перша і єдина жінка-прем'єрка, а також друга жінка-прем'єрка в Європі після Маргарет Тетчер.

## Біографія
Ще у ранньому віці проявляла незвичайні здібності — у віці семи років її віддали до престижного лісабонського Ліцею ім. Феліпи де Ланкаштре (порт. Liceu Filipa de Lencastre). Там вона здобула середню освіту, також проявивши себе в молодіжному русі Mocidade Portuguesa, заснованому диктатором Салазаром. Згодом вже під час навчання у Вищому технічному інституті у Лісабоні приєдналась до жіночого відділення молодіжної організації Католицької університетської молоді (порт. Juventude Universitária Católica) при Католицькому університеті Португалії.
У 1953 році (у віці 23 років) закінчила Вищий технічний інститут Лісабонського університету, здобувши спеціальність інженера промислової хімії. Продовжила освіту після диплому, вигравши стипендію в рамках національної програми з ядерної енергії. Після завершення навчання почала працювати на одній з найбільших португальських компаній, пов'язаній з виробництвом цементу (порт. Companhia União Fabril, CUF), зробивши швидку професійну кар'єру: з 1954 року обіймала посаду старшого інженера відділу досліджень і проектів, згодом стала директором проекту, — посада, на якій пробула 7 років до залишення компанії у 1960 році.
Пінтасілгу була тісно пов'язана з Римською Католицькою Церквою. Так, у 1952—1956 роках вона була головою жіночого відділення молодіжної організації Католицької університетської молоді, пізніше, а у 1956—1958 роках — керівником Pax Romana (Міжнародний молодіжний рух студентів-католиків).
Між 1965 і 1974 працювала в Корпоративній палаті Національної Асамблеї. Входила до складу 2-го і 4-го тимчасових після Революції гвоздик урядів, як міністр соціального захисту.
На посаду прем'єр-міністра була призначена президентом Рамалью Еанешом, 1 серпня 1979 року, на заміну попередника Карлуша Мота Пінту. За час свого прем'єрства (1979—1980) зробила важливі реформи що стосується загального соціального страхування, а також у галузі охорони здоров'я, освіти, законів про працю тощо. Пізніше була послом в ЮНЕСКО і депутатом від Соціалістичної партії в Європейському Парламенті у 1987—1989 роках.
Була також позапартійним кандидатом (першою жінкою в Португалії) на посаду президента Республіки під час президентських виборів 1986 року, не пройшовши перший тур (набрала лише 7,38 %голосів). У тому ж році заснувала так званий Рух за поглиблення демократії (порт. Movimento para o Aprofundamento da Democracia).

### Президентські вибори1986року

#### Перший тур26 січня1986року
| Кандидат                   | Голосів          | %     |
| Фрейташ ду Амарал          | 2.629.597        | 46,31 |
| Маріу Соареш               | 1.443.683        | 25,43 |
| Салгаду Зенья              | 1.185.867        | 20,88 |
| Марія де Лурдеш Пінтасілгу | 418.961          | 7,38  |
| Анжелу Велозу              | зняв кандидатуру | --    |

Опублікувала декілька праць, що стосуються ролі Католицькаї церкви в суспільстві, а також ролі жінок у політичному і громадському житті.
Померла у своєму домі в Лісабоні, вранці 10 липня 2004 року, ставши жертвою серцевої недостатності.